# Balaenoptera ricei
Rorqual de Rice, Baleine de Rice
Espèce
Synonymes
- Balaenoptera edeni brydei Rice, 1965

Statut de conservation UICN

 CR  : 
En danger critique
Répartition géographique
Balaenoptera ricei, le Rorqual de Rice ou la Baleine de Rice, est une espèce de cétacés de la famille des Balaenopteridae.

## Description

### Taille et masse
Il s'agit d'un rorqual de taille intermédiaire qui est généralement de la même taille que le Rorqual d'Eden, bien que peu d'adultes aient été mesurés de manière fiable. Le plus grand individu mesuré était une femelle allaitante de 12,65 m de long ; USNM 594665 est le plus grand mâle connu de l'espèce et mesure 11,26 m de long. Les adultes peuvent mesurer en moyenne jusqu'à 7 m de long, et de nombreux rorquals de Rice attestés et possibles ne dépassent pas 10 m de long. Un baleineau échoué mesurait 4,7 m de long. Dans la nature, un autre baleineau a été observé, mesurant environ la moitié de la longueur de son parent supposé. Une baleine échouée en Louisiane en 1982 a été estimée à 15 m, mais la question de savoir s'il s'agit d'un Rorqual de Rice n'a pas été confirmée car les informations sur les crêtes rostrales diagnostiques n'ont jamais été documentées. En utilisant une fonction longueur-poids développée par Ohsumi (1980), une baleine de 12,65 m peserait environ 13,87 tonnes métriques (13,65 tonnes longues ; 15,29 tonnes courtes),. Cependant, la NOAA rapporte une masse maximale de 27,2 tonnes métriques (26,8 tonnes longues ; 30,0 tonnes courtes).

### Morphologie
L'apparence extérieure du Rorqual de Rice est pratiquement identique à celle du Rorqual de Bryde et, lorsqu'on les compare, on ne peut les distinguer de manière concluante que par leur génétique, leur anatomie squelettique et leurs signatures acoustiques. Comme pour le Rorqual de Bryde, la forme du corps est aérodynamique et élancée. La nageoire dorsale a la forme d'un grand crochet qui peut mesurer de 24 à 38 cm chez l'adulte et qui est situé à environ deux tiers de la longueur en arrière du museau. Les nageoires caudales à bords lisses peuvent mesurer jusqu'à 320 cm de large. Le rostre (sommet de la tête) plat et quelque peu pointu présente trois crêtes proéminentes : une grande crête au centre et deux plus petites sur les côtés gauche et droit. Ce trait unique n'apparaît que chez les Rorquals de Rice et les membres du complexe du Rorqual de Bryde, ce qui en fait une caractéristique diagnostique lors de l'observation des baleines.
La face dorsale du corps est uniformément gris anthracite foncé, bien que l'on parle parfois de brun foncé, et le ventre et le dessous de la queue sont pâles à rosâtres. Cette coloration claire est particulièrement marquée sur la face ventrale du pédoncule caudal. Il n'y a pas de pigmentation asymétrique sur les mâchoires inférieures, ni de blaze ou de chevron sur le corps, ce qui distingue le Rorqual de Rice du Rorqual commun et du Rorqual d'Omura. Les nageoires sont uniformément de couleur foncée. Dans certaines variations phénotypiques, un gradient de blanc apparaît également autour du bord de la nageoire dorsale et/ou sur le côté du corps, mais ce trait n'est pas uniforme d'un individu à l'autre.
Quarante-quatre à cinquante-quatre plis ventraux courent sur le dessous de la bouche. Ces plis permettent à la baleine d'élargir l'intérieur de sa bouche lorsqu'elle se nourrit. Les plis atteignent généralement le nombril, mais certains s'étendent au-delà. Sur le spécimen holotype, un pli s'étendait sur 36 cm au-delà du nombril et deux autres plis allongés ont été observés, bien qu'ils n'aient pas pu être mesurés.

## Habitat et répartition
L'aire de répartition du Rorqual de Rice est principalement limitée au nord-est du golfe du Mexique. Plus précisément, les scientifiques ont identifié son habitat principal comme étant une petite zone le long du talus continental entre 150 et 410 m de profondeur, à l'intérieur et à proximité du canyon De Soto, au large des côtes de l'ouest de la Floride, de l'Alabama et de l'est de la Louisiane. Il s'agit d'une espèce non migratoire qui reste généralement dans cette zone toute l'année, ce qui en fait la seule baleine à fanons résidente connue du Golfe du Mexique,. Une femelle marquée par GPS pendant 33 jours en 2010 a révélé que la baleine passait 87,5 % du mois dans une aire de 1 083,9 km2 juste au nord du canyon De Soto, ne s'absentant que pour un seul aller-retour de six jours dans une zone située à 237–245 km au sud-est. La raison pour laquelle le Rorqual de Rice se limite à une aire de répartition aussi restreinte reste inconnue. Quelques observations de spécimens vivants ont eu lieu dans l'ouest du Golfe en dehors de l'habitat principal, dont un individu au large des côtes du Texas génétiquement confirmé comme étant un Rorqual de Rice par biopsie. Des études acoustiques menées au large de l'ouest de la Louisiane en 2019 ont également permis de détecter des appels de Rorquals de Rice. Ces observations ont eu lieu sur le talus continental à des profondeurs similaires à celles de l'habitat principal. Peu de preuves plaident qu'il s'agit de tentatives d'habiter régulièrement les eaux occidentales, bien qu'elles puissent constituer une zone d'habitat marginale.
Les journaux de bord des chasseurs de baleines des XVIIIe et XIXe siècles font état d'au moins 50 occurrences de « rorquals communs » (probablement des Rorquals de Rice) réparties dans l'ensemble du golfe du Mexique, ce qui laisse supposer que l'espèce a déjà eu une répartition historique plus large. Ces rencontres se sont concentrées près des pentes continentales au sud du bassin du fleuve Mississippi, dans la baie de Campêche et au nord de la péninsule du Yucatán et se sont produites à des profondeurs plus importantes, dont certaines supérieures à 1 000 m,. Les raisons de la diminution de l'aire de répartition de l'espèce ne sont pas connues, mais la NOAA considère que l'augmentation de l'industrialisation dans tout le golfe du Mexique et le bruit sous-marin qui en découle sont probablement un facteur majeur. Il est probable que la chasse à la baleine ait réduit l'aire de répartition, car l'espèce ne s'est pas remise des mortalités supposées dues à la chasse, contrairement à cétacés chassés dans le passé, bien que la chasse locale à la baleine ait cessé il y a plus d'un siècle, et qu'il n'y ait pas eu d'enregistrement du nombre de bêtes tuées.
Alors que la répartition au sein de la zone économique exclusive américaine dans la moitié nord du Golfe a été largement étudiée, la moitié sud mexicaine reste peu étudiée, et il reste possible qu'une population de Rorquals de Rice non détectée jusqu'alors y vive. Des études visuelles opportunistes ont été menées entre 1997 et 1999 au cours d'une série de six études océanographiques dans la baie de Campêche et le canal du Yucatán. Seul un rorqual non identifié a été aperçu. Cependant, ces efforts n'ont pas permis d'étudier d'autres lieux d'habitat potentiels tels que le talus continental au nord du banc de Campêche, où un certain nombre de baleines de Rice ont été enregistrées. Une compilation des rencontres récentes de cétacés isolés dans le Golfe du Mexique, collectée par Ortega-Ortiz en 2002, n'a trouvé aucun enregistrement de Rorquals de Rice potentielles,.
Plusieurs cas de l'océan Atlantique ont été documentés, y compris des baleines le long de la Floride orientale, de la Géorgie, de la baie de Chesapeake en Virginie, et deux cas génétiquement confirmés en Caroline du Nord et du Sud. Les cas génétiquement non confirmés sont généralement appelés simplement « rorquals de Bryde » en raison de l'impossibilité de différencier visuellement le Rorqual de Rice du Rorqual de Bryde, présent dans les eaux plus profondes de l'Atlantique. Il n'y a pas d'observations confirmées de Rorquals de Rice dans l'Atlantique ; cinq observations de Rorquals de Bryde enregistrées au cours d'études menées dans les années 1990 dans la région sont très probablement des Rorquals de Bryde ou des Rorquals boréaux, car elles ont été enregistrées dans des eaux d'une profondeur supérieure à 1 000 m, loin de l'aire de répartition attestée des Rorquals de Rice. En outre, les études acoustiques menées au large de Jacksonville, en Floride, et de Cherry Point, en Caroline du Nord, n'ont pas permis de détecter les chants des Rorquals de Rice. L'espèce est donc au mieux extrêmement rares dans les eaux de l'Atlantique. James G. Mead, de la Commission baleinière internationale, a suggéré que les baleines échouées étaient probablement des rorquals errants du golfe du Mexique.

## Systématique

### Dénominations et historique

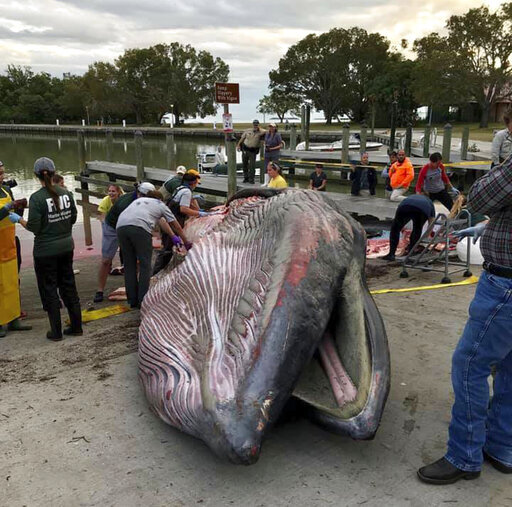
Holotype USNM 594665 en cours de dissection avant son enterrement pour en extraire et étudier le squelette.

Le nom valide complet (avec auteur) de ce taxon est Balaenoptera ricei Rosel, Wilcox, Yamada & Mullin, 2021. L'espèce se nomme en français « Rorqual de Rice » ou « Baleine de Rice ».
Le Rorqual de Rice a probablement été documenté pour la première fois par le baleinier yankee Keziah en 1790, qui a rapporté la poursuite d'un rorqual dans la baie de Campêche. Au moins 49 autres rencontres avec des rorquals ont été signalées dans tout le golfe du Mexique au cours des XVIIIe et XIXe siècles. Les scientifiques s'accordent généralement à dire que les rorquals étaient très probablement des baleines de Rice, car cette espèce est la seule baleine à fanons qui réside dans le golfe tout au long de l'année,. Bien que le Rorqual commun, la Baleine bleue, le Rorqual boréal et le Petit rorqual aient été observés dans le golfe du Mexique, leur présence est rare, n'apparaissant dans la région que des vagabonds occasionnels.
Le Rorqual de Rice a été reconnu scientifiquement pour la première fois par le cétologue Dale W. Rice (d) en 1965, mais en tant que population locale du Rorqual de Bryde, qui lui est étroitement apparenté. L'étendue de son isolement géographique moderne a été découverte dans les années 1990. Au cours du XXe siècle et au début du XXIe siècle, ce groupe de supposés Rorquals de Bryde était appelé de manière vernaculaire « rorqual du golfe du Mexique » (« Gulf of Mexico whale »).
Une étude de l'ADN mitochondrial et nucléaire réalisée en 2014 par Rosel et Wilcox a découvert que les rorquals du golfe du Mexique appartiennent à une lignée génétiquement distincte qui n'appartient à aucun des deux sous-espèces du Rorqual de Bryde (B. edeni brydei et B. edeni edeni), démontrant qu'il pourrait s'agir d'une nouvelle sous-espèce ou d'une nouvelle espèce. La situation taxinomique est restée inchangée jusqu'en 2019, lorsqu'un individu mort s'est échoué dans le parc national des Everglades en Floride, fournissant l'holotype nécessaire sans avoir à tuer ou blesser des membres vivants de la population gravement menacée,. Ce spécimen a été enterré pour se décomposer en un squelette, exhumé et transporté à la Smithsonian Institution, où il est catalogué sous le numéro USNM 594665. Dans la publication originale réalisée en 2021, Rosel, Wilcox et leurs collègues ont démontré, grâce à l'USNM 594665, que la baleine du golfe du Mexique est également morphologiquement distincte du Rorqual de Bryde, confirmant ainsi son identité en tant que nouvelle espèce.

### Étymologie
Son épithète spécifique, ricei, ainsi que son nom vernaculaire, « de Rice », lui ont été donnés en l'honneur du cétologue Dale W. Rice (d) (1930-2017) pour son rôle dans la découverte de l'existence de ces baleines et pour commémorer ses 60 ans de contribution à la science des mammifères marins.
Le nom a été choisi pour compléter la tendance à nommer les membres du complexe du Rorqual de Bryde d'après des personnes. Certains scientifiques maintiennent cependant l'utilisation de « rorqual du Golfe du Mexique » (« Gulf of Mexico whale ») comme nom commun anglophone préféré.

### Phylogénie
Le Rorqual de Rice est un membre du complexe d'espèces nommé « rorquals de Bryde », un groupe de rorquals du genre Balaenoptera qui sont distincts sur le plan génétique et de la morphologie du squelette, mais dont l'apparence extérieure est presque indiscernable. Les autres membres de ce groupe sont le Rorqual de Bryde (B. brydei), le Rorqual d'Eden (B. edeni) et le Rorqual d'Omura (B. omurai). Cependant, Rosel et al. (2021) ont indiqué que ce terme n'était peut-être plus nécessaire.
Le cladogramme suivant est modifié à partir d'un arbre phylogénétique construit par Rosel et al. (2021) sur la base de l'ADN mitochondrial (utilisation d'une inférence bayésienne). D'après l'étude, le plus proche parent vivant du Rorqual de Rice est le Rorqual d'Eden. Ces deux espèces forment un clade polytomique avec le Rorqual boréal et le Rorqual de Bryde.
|  | \| \| Rorqual d'Eden \| \| \| \| \| \| Rorqual de Rice \| \| \| \| |
|  |                                                                    |
|  | Rorqual boréal                                                     |
|  |                                                                    |
|  | Rorqual de Bryde                                                   |
|  |                                                                    |
|  | Rorqual d'Eden                                                     |
|  |                                                                    |
|  | Rorqual de Rice                                                    |
|  |                                                                    |

|  | Rorqual d'Eden  |
|  |                 |
|  | Rorqual de Rice |
|  |                 |

|  | \| \| Rorqual d'Eden \| \| \| \| \| \| Rorqual de Rice \| \| \| \| |
|  |                                                                    |
|  | Rorqual boréal                                                     |
|  |                                                                    |
|  | Rorqual de Bryde                                                   |
|  |                                                                    |
|  | Rorqual d'Eden                                                     |
|  |                                                                    |
|  | Rorqual de Rice                                                    |
|  |                                                                    |

|  | Rorqual d'Eden  |
|  |                 |
|  | Rorqual de Rice |
|  |                 |

|  | \| \| Rorqual d'Eden \| \| \| \| \| \| Rorqual de Rice \| \| \| \| |
|  |                                                                    |
|  | Rorqual boréal                                                     |
|  |                                                                    |
|  | Rorqual de Bryde                                                   |
|  |                                                                    |
|  | Rorqual d'Eden                                                     |
|  |                                                                    |
|  | Rorqual de Rice                                                    |
|  |                                                                    |

|  | Rorqual d'Eden  |
|  |                 |
|  | Rorqual de Rice |
|  |                 |

|  | \| \| Rorqual d'Eden \| \| \| \| \| \| Rorqual de Rice \| \| \| \| |
|  |                                                                    |
|  | Rorqual boréal                                                     |
|  |                                                                    |
|  | Rorqual de Bryde                                                   |
|  |                                                                    |
|  | Rorqual d'Eden                                                     |
|  |                                                                    |
|  | Rorqual de Rice                                                    |
|  |                                                                    |

|  | Rorqual d'Eden  |
|  |                 |
|  | Rorqual de Rice |
|  |                 |

|  | Rorqual commun  |
|  |                 |
|  | Baleine à bosse |
|  |                 |

|  | \| \| Rorqual d'Eden \| \| \| \| \| \| Rorqual de Rice \| \| \| \| |
|  |                                                                    |
|  | Rorqual boréal                                                     |
|  |                                                                    |
|  | Rorqual de Bryde                                                   |
|  |                                                                    |
|  | Rorqual d'Eden                                                     |
|  |                                                                    |
|  | Rorqual de Rice                                                    |
|  |                                                                    |

|  | Rorqual d'Eden  |
|  |                 |
|  | Rorqual de Rice |
|  |                 |

|  | \| \| Rorqual d'Eden \| \| \| \| \| \| Rorqual de Rice \| \| \| \| |
|  |                                                                    |
|  | Rorqual boréal                                                     |
|  |                                                                    |
|  | Rorqual de Bryde                                                   |
|  |                                                                    |
|  | Rorqual d'Eden                                                     |
|  |                                                                    |
|  | Rorqual de Rice                                                    |
|  |                                                                    |

|  | Rorqual d'Eden  |
|  |                 |
|  | Rorqual de Rice |
|  |                 |

|  | \| \| Rorqual d'Eden \| \| \| \| \| \| Rorqual de Rice \| \| \| \| |
|  |                                                                    |
|  | Rorqual boréal                                                     |
|  |                                                                    |
|  | Rorqual de Bryde                                                   |
|  |                                                                    |
|  | Rorqual d'Eden                                                     |
|  |                                                                    |
|  | Rorqual de Rice                                                    |
|  |                                                                    |

|  | Rorqual d'Eden  |
|  |                 |
|  | Rorqual de Rice |
|  |                 |

|  | \| \| Rorqual d'Eden \| \| \| \| \| \| Rorqual de Rice \| \| \| \| |
|  |                                                                    |
|  | Rorqual boréal                                                     |
|  |                                                                    |
|  | Rorqual de Bryde                                                   |
|  |                                                                    |
|  | Rorqual d'Eden                                                     |
|  |                                                                    |
|  | Rorqual de Rice                                                    |
|  |                                                                    |

|  | Rorqual d'Eden  |
|  |                 |
|  | Rorqual de Rice |
|  |                 |

|  | Rorqual commun  |
|  |                 |
|  | Baleine à bosse |
|  |                 |

|  | \| \| Rorqual d'Eden \| \| \| \| \| \| Rorqual de Rice \| \| \| \| |
|  |                                                                    |
|  | Rorqual boréal                                                     |
|  |                                                                    |
|  | Rorqual de Bryde                                                   |
|  |                                                                    |
|  | Rorqual d'Eden                                                     |
|  |                                                                    |
|  | Rorqual de Rice                                                    |
|  |                                                                    |

|  | Rorqual d'Eden  |
|  |                 |
|  | Rorqual de Rice |
|  |                 |

|  | \| \| Rorqual d'Eden \| \| \| \| \| \| Rorqual de Rice \| \| \| \| |
|  |                                                                    |
|  | Rorqual boréal                                                     |
|  |                                                                    |
|  | Rorqual de Bryde                                                   |
|  |                                                                    |
|  | Rorqual d'Eden                                                     |
|  |                                                                    |
|  | Rorqual de Rice                                                    |
|  |                                                                    |

|  | Rorqual d'Eden  |
|  |                 |
|  | Rorqual de Rice |
|  |                 |

|  | \| \| Rorqual d'Eden \| \| \| \| \| \| Rorqual de Rice \| \| \| \| |
|  |                                                                    |
|  | Rorqual boréal                                                     |
|  |                                                                    |
|  | Rorqual de Bryde                                                   |
|  |                                                                    |
|  | Rorqual d'Eden                                                     |
|  |                                                                    |
|  | Rorqual de Rice                                                    |
|  |                                                                    |

|  | Rorqual d'Eden  |
|  |                 |
|  | Rorqual de Rice |
|  |                 |

|  | \| \| Rorqual d'Eden \| \| \| \| \| \| Rorqual de Rice \| \| \| \| |
|  |                                                                    |
|  | Rorqual boréal                                                     |
|  |                                                                    |
|  | Rorqual de Bryde                                                   |
|  |                                                                    |
|  | Rorqual d'Eden                                                     |
|  |                                                                    |
|  | Rorqual de Rice                                                    |
|  |                                                                    |

|  | Rorqual d'Eden  |
|  |                 |
|  | Rorqual de Rice |
|  |                 |

|  | Rorqual commun  |
|  |                 |
|  | Baleine à bosse |
|  |                 |

|  | \| \| Rorqual d'Eden \| \| \| \| \| \| Rorqual de Rice \| \| \| \| |
|  |                                                                    |
|  | Rorqual boréal                                                     |
|  |                                                                    |
|  | Rorqual de Bryde                                                   |
|  |                                                                    |
|  | Rorqual d'Eden                                                     |
|  |                                                                    |
|  | Rorqual de Rice                                                    |
|  |                                                                    |

|  | Rorqual d'Eden  |
|  |                 |
|  | Rorqual de Rice |
|  |                 |

|  | \| \| Rorqual d'Eden \| \| \| \| \| \| Rorqual de Rice \| \| \| \| |
|  |                                                                    |
|  | Rorqual boréal                                                     |
|  |                                                                    |
|  | Rorqual de Bryde                                                   |
|  |                                                                    |
|  | Rorqual d'Eden                                                     |
|  |                                                                    |
|  | Rorqual de Rice                                                    |
|  |                                                                    |

|  | Rorqual d'Eden  |
|  |                 |
|  | Rorqual de Rice |
|  |                 |

|  | \| \| Rorqual d'Eden \| \| \| \| \| \| Rorqual de Rice \| \| \| \| |
|  |                                                                    |
|  | Rorqual boréal                                                     |
|  |                                                                    |
|  | Rorqual de Bryde                                                   |
|  |                                                                    |
|  | Rorqual d'Eden                                                     |
|  |                                                                    |
|  | Rorqual de Rice                                                    |
|  |                                                                    |

|  | Rorqual d'Eden  |
|  |                 |
|  | Rorqual de Rice |
|  |                 |

|  | \| \| Rorqual d'Eden \| \| \| \| \| \| Rorqual de Rice \| \| \| \| |
|  |                                                                    |
|  | Rorqual boréal                                                     |
|  |                                                                    |
|  | Rorqual de Bryde                                                   |
|  |                                                                    |
|  | Rorqual d'Eden                                                     |
|  |                                                                    |
|  | Rorqual de Rice                                                    |
|  |                                                                    |

|  | Rorqual d'Eden  |
|  |                 |
|  | Rorqual de Rice |
|  |                 |

|  | Rorqual commun  |
|  |                 |
|  | Baleine à bosse |
|  |                 |

|  | \| \| Rorqual d'Eden \| \| \| \| \| \| Rorqual de Rice \| \| \| \| |
|  |                                                                    |
|  | Rorqual boréal                                                     |
|  |                                                                    |
|  | Rorqual de Bryde                                                   |
|  |                                                                    |
|  | Rorqual d'Eden                                                     |
|  |                                                                    |
|  | Rorqual de Rice                                                    |
|  |                                                                    |

|  | Rorqual d'Eden  |
|  |                 |
|  | Rorqual de Rice |
|  |                 |

|  | \| \| Rorqual d'Eden \| \| \| \| \| \| Rorqual de Rice \| \| \| \| |
|  |                                                                    |
|  | Rorqual boréal                                                     |
|  |                                                                    |
|  | Rorqual de Bryde                                                   |
|  |                                                                    |
|  | Rorqual d'Eden                                                     |
|  |                                                                    |
|  | Rorqual de Rice                                                    |
|  |                                                                    |

|  | Rorqual d'Eden  |
|  |                 |
|  | Rorqual de Rice |
|  |                 |

|  | \| \| Rorqual d'Eden \| \| \| \| \| \| Rorqual de Rice \| \| \| \| |
|  |                                                                    |
|  | Rorqual boréal                                                     |
|  |                                                                    |
|  | Rorqual de Bryde                                                   |
|  |                                                                    |
|  | Rorqual d'Eden                                                     |
|  |                                                                    |
|  | Rorqual de Rice                                                    |
|  |                                                                    |

|  | Rorqual d'Eden  |
|  |                 |
|  | Rorqual de Rice |
|  |                 |

|  | \| \| Rorqual d'Eden \| \| \| \| \| \| Rorqual de Rice \| \| \| \| |
|  |                                                                    |
|  | Rorqual boréal                                                     |
|  |                                                                    |
|  | Rorqual de Bryde                                                   |
|  |                                                                    |
|  | Rorqual d'Eden                                                     |
|  |                                                                    |
|  | Rorqual de Rice                                                    |
|  |                                                                    |

|  | Rorqual d'Eden  |
|  |                 |
|  | Rorqual de Rice |
|  |                 |

|  | Rorqual commun  |
|  |                 |
|  | Baleine à bosse |
|  |                 |

|  | \| \| Rorqual d'Eden \| \| \| \| \| \| Rorqual de Rice \| \| \| \| |
|  |                                                                    |
|  | Rorqual boréal                                                     |
|  |                                                                    |
|  | Rorqual de Bryde                                                   |
|  |                                                                    |
|  | Rorqual d'Eden                                                     |
|  |                                                                    |
|  | Rorqual de Rice                                                    |
|  |                                                                    |

|  | Rorqual d'Eden  |
|  |                 |
|  | Rorqual de Rice |
|  |                 |

|  | \| \| Rorqual d'Eden \| \| \| \| \| \| Rorqual de Rice \| \| \| \| |
|  |                                                                    |
|  | Rorqual boréal                                                     |
|  |                                                                    |
|  | Rorqual de Bryde                                                   |
|  |                                                                    |
|  | Rorqual d'Eden                                                     |
|  |                                                                    |
|  | Rorqual de Rice                                                    |
|  |                                                                    |

|  | Rorqual d'Eden  |
|  |                 |
|  | Rorqual de Rice |
|  |                 |

|  | \| \| Rorqual d'Eden \| \| \| \| \| \| Rorqual de Rice \| \| \| \| |
|  |                                                                    |
|  | Rorqual boréal                                                     |
|  |                                                                    |
|  | Rorqual de Bryde                                                   |
|  |                                                                    |
|  | Rorqual d'Eden                                                     |
|  |                                                                    |
|  | Rorqual de Rice                                                    |
|  |                                                                    |

|  | Rorqual d'Eden  |
|  |                 |
|  | Rorqual de Rice |
|  |                 |

|  | \| \| Rorqual d'Eden \| \| \| \| \| \| Rorqual de Rice \| \| \| \| |
|  |                                                                    |
|  | Rorqual boréal                                                     |
|  |                                                                    |
|  | Rorqual de Bryde                                                   |
|  |                                                                    |
|  | Rorqual d'Eden                                                     |
|  |                                                                    |
|  | Rorqual de Rice                                                    |
|  |                                                                    |

|  | Rorqual d'Eden  |
|  |                 |
|  | Rorqual de Rice |
|  |                 |

|  | Rorqual commun  |
|  |                 |
|  | Baleine à bosse |
|  |                 |

|  | \| \| Rorqual d'Eden \| \| \| \| \| \| Rorqual de Rice \| \| \| \| |
|  |                                                                    |
|  | Rorqual boréal                                                     |
|  |                                                                    |
|  | Rorqual de Bryde                                                   |
|  |                                                                    |
|  | Rorqual d'Eden                                                     |
|  |                                                                    |
|  | Rorqual de Rice                                                    |
|  |                                                                    |

|  | Rorqual d'Eden  |
|  |                 |
|  | Rorqual de Rice |
|  |                 |

|  | \| \| Rorqual d'Eden \| \| \| \| \| \| Rorqual de Rice \| \| \| \| |
|  |                                                                    |
|  | Rorqual boréal                                                     |
|  |                                                                    |
|  | Rorqual de Bryde                                                   |
|  |                                                                    |
|  | Rorqual d'Eden                                                     |
|  |                                                                    |
|  | Rorqual de Rice                                                    |
|  |                                                                    |

|  | Rorqual d'Eden  |
|  |                 |
|  | Rorqual de Rice |
|  |                 |

|  | \| \| Rorqual d'Eden \| \| \| \| \| \| Rorqual de Rice \| \| \| \| |
|  |                                                                    |
|  | Rorqual boréal                                                     |
|  |                                                                    |
|  | Rorqual de Bryde                                                   |
|  |                                                                    |
|  | Rorqual d'Eden                                                     |
|  |                                                                    |
|  | Rorqual de Rice                                                    |
|  |                                                                    |

|  | Rorqual d'Eden  |
|  |                 |
|  | Rorqual de Rice |
|  |                 |

|  | \| \| Rorqual d'Eden \| \| \| \| \| \| Rorqual de Rice \| \| \| \| |
|  |                                                                    |
|  | Rorqual boréal                                                     |
|  |                                                                    |
|  | Rorqual de Bryde                                                   |
|  |                                                                    |
|  | Rorqual d'Eden                                                     |
|  |                                                                    |
|  | Rorqual de Rice                                                    |
|  |                                                                    |

|  | Rorqual d'Eden  |
|  |                 |
|  | Rorqual de Rice |
|  |                 |

|  | Rorqual commun  |
|  |                 |
|  | Baleine à bosse |
|  |                 |

|  | \| \| Rorqual d'Eden \| \| \| \| \| \| Rorqual de Rice \| \| \| \| |
|  |                                                                    |
|  | Rorqual boréal                                                     |
|  |                                                                    |
|  | Rorqual de Bryde                                                   |
|  |                                                                    |
|  | Rorqual d'Eden                                                     |
|  |                                                                    |
|  | Rorqual de Rice                                                    |
|  |                                                                    |

|  | Rorqual d'Eden  |
|  |                 |
|  | Rorqual de Rice |
|  |                 |

|  | \| \| Rorqual d'Eden \| \| \| \| \| \| Rorqual de Rice \| \| \| \| |
|  |                                                                    |
|  | Rorqual boréal                                                     |
|  |                                                                    |
|  | Rorqual de Bryde                                                   |
|  |                                                                    |
|  | Rorqual d'Eden                                                     |
|  |                                                                    |
|  | Rorqual de Rice                                                    |
|  |                                                                    |

|  | Rorqual d'Eden  |
|  |                 |
|  | Rorqual de Rice |
|  |                 |

|  | \| \| Rorqual d'Eden \| \| \| \| \| \| Rorqual de Rice \| \| \| \| |
|  |                                                                    |
|  | Rorqual boréal                                                     |
|  |                                                                    |
|  | Rorqual de Bryde                                                   |
|  |                                                                    |
|  | Rorqual d'Eden                                                     |
|  |                                                                    |
|  | Rorqual de Rice                                                    |
|  |                                                                    |

|  | Rorqual d'Eden  |
|  |                 |
|  | Rorqual de Rice |
|  |                 |

|  | \| \| Rorqual d'Eden \| \| \| \| \| \| Rorqual de Rice \| \| \| \| |
|  |                                                                    |
|  | Rorqual boréal                                                     |
|  |                                                                    |
|  | Rorqual de Bryde                                                   |
|  |                                                                    |
|  | Rorqual d'Eden                                                     |
|  |                                                                    |
|  | Rorqual de Rice                                                    |
|  |                                                                    |

|  | Rorqual d'Eden  |
|  |                 |
|  | Rorqual de Rice |
|  |                 |

|  | Rorqual commun  |
|  |                 |
|  | Baleine à bosse |
|  |                 |

### Publication originale
- (en) Patricia E. Rosel, Lynsey A. Wilcox, Tadasu K. Yamada et Keith D. Mullin, « A new species of baleen whale (Balaenoptera) from the Gulf of Mexico, with a review of its geographic distribution », Marine Mammal Science, Wiley, vol. 37, no 2,‎ 10 janvier 2021, p. 577-610 (ISSN 0824-0469 et 1748-7692, OCLC 637552943, DOI 10.1111/MMS.12776).